# Harold Wheeler
William Harold Wheeler, Jr. (San Luis, Misuri, 14 de julio de 1943), más conocido como Harold Wheeler, es un Orquestador, director de orquesta, compositor, productor discográfico, director musical y arreglista estadounidense. Ha recibido numerosas nominaciones a los Premios Tony y el Premio Drama Desk por orquestación, y ganó el Premio Drama Desk de 2003 por Orquestaciones Sobresalientes por Hairspray.

## Carrera
Wheeler trabajó por primera vez en la década de 1960 como el director musical de Burt Bacharach, convirtiéndose en el primer director musical afroamericano de un gran acto pop. También estaba haciendo arreglos para Tony Orlando y Nina Simone durante ese tiempo. Fue nombrado director musical para los 76.º Premios Óscar, convirtiéndose en el segundo director afroamericano en la historia de la Academia. También fue arreglista musical en los 79.º Premios Óscar. Wheeler fue uno de los dos directores (los otros compositores compañeros John Williams y Paul Shaffer) durante las ceremonias de clausura de los Juegos Olímpicos de verano de 1996.
Wheeler fue el director musical en el programa de la cadena ABC, Dancing with the Stars, para los shows de las primeras 17 temporadas. En enero de 2014, se anunció que el líder de la banda de American Idol, Ray Chew, asumiría el cargo de director musical de la temporada 18 del programa.

## Premios
En 2008, recibió un Premio a la Trayectoria de los Premios de Teatro NAACP.

## Vida personal
Harold nació en San Luis, Misuri. Asistió a la Universidad Howard, donde conoció a su futura esposa, la artista de televisión, Broadway y cine, Hattie Winston.

## Discografía parcial
- Nina Simone – Here Comes the Sun (1971) – Arreglista, director y productor
- Bruce Springsteen – Greetings from Asbury Park, N.J. (1973) – Piano en «Blinded By the Light» y «Spirit In The Night»
- Grind (1975) – Orquestaciones adicionales
- The Harold Wheeler Consort – Black Cream (álbum) (1975) RCA BGL1-0849 – Productor, arreglista, piano/teclados/órgano/Moog, compositor de créditos para las pistas Black Cream y Color me Soul [4]
- The Wiz (1978) – banda sonora[5]
- Straight Out of Brooklyn (1991)[5] – música original
- Mississippi Rising (2005) – Arreglista y director

### Como músico de sesión
Con Bernard Purdie
- Purdie Good! (Prestige, 1971)
- Stand by Me (Whatcha See Is Whatcha Get) (Mega, 1971)